# Orestis Karnezis
Orestis Spyridon Karnezis (Grieks: Ορέστης Καρνέζης; Athene, 11 juli 1985) is een Grieks voormalig voetballer die speelde als doelman. Tussen 2005 en 2022 was hij actief voor OFI Kreta, Panathinaikos, Udinese, Granada, Watford, Napoli en Lille. Karnezis maakte in 2012 zijn debuut in het Grieks voetbalelftal en kwam uiteindelijk tot negenenveertig interlandoptredens.

## Clubcarrière
Karnezis maakte deel uit van de jeugdopleidingen van FC Barcelona en OFI Kreta, maar debuteerde in 2007 in dienst van Panathinaikos op het hoogste niveau. Bij die club speelde hij in zijn eerste vier seizoenen twee competitiewedstrijden. Vanaf het seizoen 2011/12 kwam hij onder coach Jesualdo Ferreira steeds vaker in actie. Na een seizoen met een vaste basisplaats (2012/13) verkaste Karnezis in de zomer van 2013 naar Udinese, dat hem direct verhuurde aan satellietclub Granada. Aldaar speelde hij in het seizoen 2013/14 zes competitieduels, terwijl hij 32 wedstrijden op de bank zat. In de zomer van 2017 huurde Watford de doelman van Udinese voor één seizoen. Na afloop van deze verhuurperiode, waarin Karnezis tot vijftien competitieduels kwam, nam Napoli de doelman over. Hij werd eerst een jaar gehuurd voor hij de definitieve overstap zou maken. In juli 2020 vertrok hij van Napoli naar Lille, in een ruildeal met Victor Osimhen, die de omgekeerde weg bewandelde. In de zomer van 2022 werd het contract van Karnezis bij Lille ontbonden en hij zette een punt achter zijn actieve loopbaan, op zesendertigjarige leeftijd.

## Clubstatistieken
| Seizoen | Club          | Competitie       | Competitie | Competitie | Beker | Beker | Internationaal | Internationaal | Totaal | Totaal |
| Seizoen | Club          | Competitie       | Wed.       | Dlp.       | Wed.  | Dlp.  | Wed.           | Dlp.           | Wed.   | Dlp.   |
| ------- | ------------- | ---------------- | ---------- | ---------- | ----- | ----- | -------------- | -------------- | ------ | ------ |
| 2005/06 | OFI Kreta     | Super League     | 0          | 0          | 0     | 0     | —              | —              | 0      | 0      |
| 2006/07 | OFI Kreta     | Super League     | 0          | 0          | 0     | 0     | —              | —              | 0      | 0      |
| 2007/08 | Panathinaikos | Super League     | 1          | 0          | 0     | 0     | 0              | 0              | 1      | 0      |
| 2008/09 | Panathinaikos | Super League     | 0          | 0          | 0     | 0     | 0              | 0              | 0      | 0      |
| 2009/10 | Panathinaikos | Super League     | 1          | 0          | 0     | 0     | 0              | 0              | 1      | 0      |
| 2010/11 | Panathinaikos | Super League     | 0          | 0          | 4     | 0     | 0              | 0              | 4      | 0      |
| 2011/12 | Panathinaikos | Super League     | 22         | 0          | 2     | 0     | 0              | 0              | 24     | 0      |
| 2012/13 | Panathinaikos | Super League     | 30         | 0          | 1     | 0     | 10             | 0              | 41     | 0      |
| 2013/14 | Udinese       | Serie A          | 0          | 0          | 0     | 0     | —              | —              | 0      | 0      |
| 2013/14 | → Granada     | Primera División | 6          | 0          | 2     | 0     | —              | —              | 8      | 0      |
| 2014/15 | Udinese       | Serie A          | 37         | 0          | 0     | 0     | —              | —              | 37     | 0      |
| 2015/16 | Udinese       | Serie A          | 38         | 0          | 1     | 0     | —              | —              | 39     | 0      |
| 2016/17 | Udinese       | Serie A          | 33         | 0          | 1     | 0     | —              | —              | 34     | 0      |
| 2017/18 | → Watford     | Premier League   | 15         | 0          | 1     | 0     | —              | —              | 16     | 0      |
| 2018/19 | → Napoli      | Serie A          | 9          | 0          | 0     | 0     | 0              | 0              | 9      | 0      |
| 2019/20 | Napoli        | Serie A          | 0          | 0          | 0     | 0     | 0              | 0              | 0      | 0      |
| 2020/21 | Lille         | Ligue 1          | 0          | 0          | 1     | 0     | 0              | 0              | 1      | 0      |
| 2021/22 | Lille         | Ligue 1          | 0          | 0          | 0     | 0     | 0              | 0              | 0      | 0      |
| Totaal  | Totaal        | Totaal           | 192        | 0          | 13    | 0     | 10             | 0              | 215    | 0      |

## Interlandcarrière
Karnezis maakte zijn debuut in het Grieks voetbalelftal op 29 februari 2012, toen er met 1–1 gelijkgespeeld werd tegen België. Van de Portugese bondscoach Fernando Santos mocht de doelman in de basis beginnen en de gehele wedstrijd meespelen. Karnezis was tevens doelman tijdens de twee beslissende duels in de play-off in de WK-kwalificatie tegen Roemenië, die bepaalden dat Griekenland naar het wereldkampioenschap voetbal 2014 zou gaan. In mei 2014 werd Karnezis opgenomen in de selectie voor het wereldkampioenschap. Zijn toenmalige clubgenoten Allan Nyom (Kameroen) en Yacine Brahimi (Algerije) waren ook actief op het toernooi.
| Interlands van Orestis Karnezis voor Griekenland | Interlands van Orestis Karnezis voor Griekenland | Interlands van Orestis Karnezis voor Griekenland | Interlands van Orestis Karnezis voor Griekenland | Interlands van Orestis Karnezis voor Griekenland | Interlands van Orestis Karnezis voor Griekenland |
| №                                                | Datum                                            | Wedstrijd                                        | Uitslag                                          | Competitie                                       | Goals                                            |
| Als speler bij Panathinaikos                     | Als speler bij Panathinaikos                     | Als speler bij Panathinaikos                     | Als speler bij Panathinaikos                     | Als speler bij Panathinaikos                     | Als speler bij Panathinaikos                     |
| ------------------------------------------------ | ------------------------------------------------ | ------------------------------------------------ | ------------------------------------------------ | ------------------------------------------------ | ------------------------------------------------ |
| 1                                                | 29 februari 2012                                 | Griekenland – België                             | 1 – 1                                            | Vriendschappelijk                                |                                                  |
| 2                                                | 15 augustus 2012                                 | Noorwegen – Griekenland                          | 2 – 3                                            | Vriendschappelijk                                |                                                  |
| 3                                                | 7 september 2012                                 | Letland – Griekenland                            | 1 – 2                                            | WK 2014 kwalificatie                             |                                                  |
| 4                                                | 11 september 2012                                | Griekenland – Litouwen                           | 2 – 0                                            | WK 2014 kwalificatie                             |                                                  |
| 5                                                | 12 oktober 2012                                  | Griekenland – Bosnië en Herzegovina              | 0 – 0                                            | WK 2014 kwalificatie                             |                                                  |
| 6                                                | 16 oktober 2012                                  | Slowakije – Griekenland                          | 0 – 1                                            | WK 2014 kwalificatie                             |                                                  |
| 7                                                | 14 november 2012                                 | Ierland – Griekenland                            | 0 – 1                                            | Vriendschappelijk                                |                                                  |
| 8                                                | 6 februari 2013                                  | Griekenland – Zwitserland                        | 0 – 0                                            | Vriendschappelijk                                |                                                  |
| 9                                                | 22 maart 2013                                    | Bosnië en Herzegovina – Griekenland              | 3 – 1                                            | WK 2014 kwalificatie                             |                                                  |
| 10                                               | 7 juni 2013                                      | Litouwen – Griekenland                           | 0 – 1                                            | WK 2014 kwalificatie                             |                                                  |
| Als speler bij Granada                           |                                                  |                                                  |                                                  |                                                  |                                                  |
| 11                                               | 14 augustus 2013                                 | Oostenrijk – Griekenland                         | 0 – 2                                            | Vriendschappelijk                                |                                                  |
| 12                                               | 6 september 2013                                 | Liechtenstein – Griekenland                      | 0 – 1                                            | WK 2014 kwalificatie                             |                                                  |
| 13                                               | 10 september 2013                                | Griekenland – Letland                            | 1 – 0                                            | WK 2014 kwalificatie                             |                                                  |
| 14                                               | 11 oktober 2013                                  | Griekenland – Slowakije                          | 1 – 0                                            | WK 2014 kwalificatie                             |                                                  |
| 15                                               | 15 oktober 2013                                  | Griekenland – Liechtenstein                      | 2 – 0                                            | WK 2014 kwalificatie                             |                                                  |
| 16                                               | 15 november 2013                                 | Griekenland – Roemenië                           | 3 – 1                                            | WK 2014 kwalificatie                             |                                                  |
| 17                                               | 19 november 2013                                 | Roemenië – Griekenland                           | 1 – 1                                            | WK 2014 kwalificatie                             |                                                  |
| 18                                               | 31 mei 2014                                      | Portugal – Griekenland                           | 0 – 0                                            | Vriendschappelijk                                |                                                  |
| 19                                               | 6 juni 2014                                      | Bolivia – Griekenland                            | 1 – 2                                            | Vriendschappelijk                                |                                                  |
| 20                                               | 14 juni 2014                                     | Colombia – Griekenland                           | 3 – 0                                            | WK 2014                                          |                                                  |
| 21                                               | 19 juni 2014                                     | Japan – Griekenland                              | 0 – 0                                            | WK 2014                                          |                                                  |
| 22                                               | 24 juni 2014                                     | Griekenland – Ivoorkust                          | 2 – 1                                            | WK 2014                                          |                                                  |
| 23                                               | 29 juni 2014                                     | Costa Rica – Griekenland                         | 1 – 1                                            | WK 2014                                          |                                                  |
| Als speler bij Udinese                           |                                                  |                                                  |                                                  |                                                  |                                                  |
| 24                                               | 7 september 2014                                 | Griekenland – Roemenië                           | 0 – 1                                            | EK 2016 kwalificatie                             |                                                  |
| 25                                               | 11 oktober 2014                                  | Finland – Griekenland                            | 1 – 1                                            | EK 2016 kwalificatie                             |                                                  |
| 26                                               | 14 oktober 2014                                  | Griekenland – Noord-Ierland                      | 0 – 2                                            | EK 2016 kwalificatie                             |                                                  |
| 27                                               | 14 november 2014                                 | Griekenland – Faeröer                            | 0 – 1                                            | EK 2016 kwalificatie                             |                                                  |
| 28                                               | 29 maart 2015                                    | Hongarije – Griekenland                          | 0 – 0                                            | EK 2016 kwalificatie                             |                                                  |
| 29                                               | 13 juni 2015                                     | Faeröer – Griekenland                            | 2 – 1                                            | EK 2016 kwalificatie                             |                                                  |
| 30                                               | 4 september 2015                                 | Griekenland – Finland                            | 0 – 1                                            | EK 2016 kwalificatie                             |                                                  |
| 31                                               | 7 september 2015                                 | Roemenië – Griekenland                           | 0 – 0                                            | EK 2016 kwalificatie                             |                                                  |
| 32                                               | 8 oktober 2015                                   | Noord-Ierland – Griekenland                      | 3 – 1                                            | EK 2016 kwalificatie                             |                                                  |
| 33                                               | 11 oktober 2015                                  | Griekenland – Hongarije                          | 4 – 3                                            | EK 2016 kwalificatie                             |                                                  |
| 34                                               | 17 november 2015                                 | Turkije – Griekenland                            | 0 – 0                                            | Vriendschappelijk                                |                                                  |
| 35                                               | 24 maart 2016                                    | Griekenland – Montenegro                         | 2 – 1                                            | Vriendschappelijk                                |                                                  |
| 36                                               | 4 juni 2016                                      | Australië – Griekenland                          | 1 – 0                                            | Vriendschappelijk                                |                                                  |
| 37                                               | 1 september 2016                                 | Nederland – Griekenland                          | 1 – 2                                            | Vriendschappelijk                                |                                                  |
| 38                                               | 6 september 2016                                 | Gibraltar – Griekenland                          | 1 – 4                                            | WK 2018 kwalificatie                             |                                                  |
| 39                                               | 7 oktober 2016                                   | Griekenland – Cyprus                             | 2 – 0                                            | WK 2018 kwalificatie                             |                                                  |
| 40                                               | 10 oktober 2016                                  | Estland – Griekenland                            | 0 – 2                                            | WK 2018 kwalificatie                             |                                                  |
| 41                                               | 13 november 2016                                 | Griekenland – Bosnië en Herzegovina              | 1 – 1                                            | WK 2018 kwalificatie                             |                                                  |
| 42                                               | 9 juni 2017                                      | Bosnië en Herzegovina – Griekenland              | 0 – 0                                            | WK 2018 kwalificatie                             |                                                  |
| Als speler bij Watford                           |                                                  |                                                  |                                                  |                                                  |                                                  |
| 43                                               | 31 augustus 2017                                 | Griekenland – Estland                            | 0 – 0                                            | WK 2018 kwalificatie                             |                                                  |
| 44                                               | 3 september 2017                                 | Griekenland – België                             | 1 – 2                                            | WK 2018 kwalificatie                             |                                                  |
| 45                                               | 7 oktober 2017                                   | Cyprus – Griekenland                             | 1 – 2                                            | WK 2018 kwalificatie                             |                                                  |
| 46                                               | 10 oktober 2017                                  | Griekenland – Gibraltar                          | 4 – 0                                            | WK 2018 kwalificatie                             |                                                  |
| 47                                               | 9 november 2017                                  | Kroatië – Griekenland                            | 4 – 1                                            | WK 2018 kwalificatie                             |                                                  |
| 48                                               | 12 november 2017                                 | Griekenland – Kroatië                            | 0 – 0                                            | WK 2018 kwalificatie                             |                                                  |
| 49                                               | 23 maart 2018                                    | Griekenland – Zwitserland                        | 0 – 1                                            | Vriendschappelijk                                |                                                  |

## Erelijst
| Competitie            |               |               |               |               |
| Competitie            | Aantal        | Jaren         |               |               |
| Panathinaikos         | Panathinaikos | Panathinaikos | Panathinaikos | Panathinaikos |
| --------------------- | ------------- | ------------- | ------------- | ------------- |
| Super League          | 1             | 2009/10       |               |               |
| Kupello Ellados       | 1             | 2009/10       |               |               |
| Napoli                |               |               |               |               |
| Coppa Italia          | 1             | 2019/20       |               |               |
| Lille OSC             |               |               |               |               |
| Ligue 1               | 1             | 2020/21       |               |               |
| Trophée des Champions | 1             | 2021          |               |               |